# Robert Kilwardby
Robert Kilwardby (Leicestershire o Yorkshire, c. 1215 - Viterbo, 11 de septiembre de 1279) fue un religioso dominico inglés, filósofo, teólogo, arzobispo de Canterbury y cardenal.
Sus primeros años son totalmente desconocidos. Las primeras noticias sobre su persona son su asistencia a la Universidad de París, en la que tras doctorarse en artes fue profesor de lógica y gramática. Cerca del año 1250 ingresó en la Orden de Santo Domingo, y de regreso en Inglaterra estudió teología y sagradas escrituras, regentando durante varios años la cátedra de teología en la Universidad de Oxford.
En 1261 fue elegido provincial de su orden en Inglaterra.
En 1270 murió el arzobispo de Canterbury Bonifacio de Saboya y el capítulo catedralicio eligió como sucesor a su prior Adam de Chillenden, pero el rey Enrique III nombró para tal puesto al canciller Robert Burnell; la disputa se resolvió dos años después cuando el papa Gregorio X puso a Kilwardby al frente de la archidiócesis. Fue consagrado el 26 de febrero de 1273 por el obispo de Bath William Bitton.
En su desempeño como arzobispo cantuariense, los episodios más conocidos fueron la coronación de Eduardo I y Leonor de Castilla como reyes de Inglaterra en la abadía de Westminster, la asistencia al concilio de Lyon de 1274 en que se trató la reconciliación con la Iglesia ortodoxa y el apoyo a las cruzadas, el infructuoso intento de concertar la paz con el príncipe de Gales Llywelyn ap Gruffydd, la intermediación en la disputa que el pueblo y el clero de Canterbury mantuvieron por la negativa de estos últimos a pagar los impuestos para sufragar la guerra contra los galeses, la visita pastoral de su provincia eclesiástica o la publicación de la condenación de las tesis aristotélicas radicales promovida por el obispo de París Étienne Tempier en 1277. 
Renunció a la archidiócesis
cuando Nicolás III le creó cardenal obispo de Porto-Santa Rufina en el consistorio celebrado el 12 de marzo de 1278. Al partir de Canterbury en dirección a Viterbo, donde se hallaba la corte papal, se llevó consigo los documentos del archivo catedralicio y 5.000 marcos supuestamente destinados a la construcción del monasterio de dominicos de Londres. 
Murió al año siguiente entre sospechas de envenenamiento. Fue enterrado en el monasterio de dominicos en Viterbo.
Dejó escritos varios tratados sobre filosofía y teología, sermones y comentarios a las sagradas escrituras.  